# 韩庄墓群
韩庄墓群，位于中国甘肃省民乐县，为一个省级文物保护单位，类型为古墓葬。
韩庄墓群的历史年代为汉代。